# 콘스탄티노스 미초타키스
콘스탄티노스 미초타키스(그리스어: Κωνσταντίνος Μητσοτάκης, 1918년 10월 18일 크레타 하니아 ~ 2017년 5월 29일)는 그리스의 정치인이다. 소속 정당은 신민주주의당이다. 1990년 4월 11일부터 1993년 10월 13일까지 그리스의 총리를 역임했다.
크레타 하니아 출신이며 아테네 대학교에서 법학, 경제학을 전공했다. 1946년에 실시된 총선거에서 자유당 소속으로 출마하여 그리스 의회 의원으로 당선된 뒤부터 정계에 입문했다. 1967년 그리스 군사 정권이 들어서면서 가족들과 함께 프랑스 파리로 망명했고 1974년 군사 정권의 종식과 함께 그리스로 귀환했다.
1974년에 실시된 총선거에서 무소속으로 출마했지만 낙선했다. 1977년에 실시된 총선거에서 신자유주의당 소속으로 출마하여 당선되었고 1978년에는 콘스탄티노스 카라만리스가 이끄는 신민주주의당에 합류했다. 1978년부터 1980년까지 경제부 장관, 1980년부터 1981년까지 외무부 장관을 역임했다.
1981년에 실시된 총선거에서 신민주주의당은 안드레아스 파판드레우가 이끄는 범그리스 사회주의 운동에 패배하고 만다. 1990년 4월에 실시된 선거에서 신민주주의당이 승리하면서 총리로 취임했다. 총리를 역임하는 동안에는 정부의 재정 규모를 축소하는 대신 사회 시스템의 개선에 나섰다.
2004년 3월에 실시된 선거를 끝으로 정계에서 은퇴했으며 2017년 5월 29일에 사망했다. 그의 딸인 도라 바코야니는 아테네 시장, 그리스 외무부 장관을 역임했고 아들인 키리아코스 미초타키스는 그리스의 총리를 역임했다.